# Hartig-Zündung
Die Hartig-Zündung, auch „Dr. Hartig-Zündung“ genannt, war eine kontaktlose und digital gesteuerte Zündzeitpunktsteuerung für Automobile.
Die Zündanlage wurde 1973 durch den deutschen Physiker Gunter Hartig erfunden und ab 1976 bis 1981 in Motorrad- und Fahrzeug-Kleinserien eingebaut.
Die Zündzeitpunktsteuerung arbeitete ohne mechanische Übertragungsglieder. Herzstück war eine auf der Kurbelwelle montierte gezähnte Scheibe, die durch einen elektronischen Abtaster elektrische Impulse auslöste. Die erzeugten Impulse wurden mit einer vorgegebenen Zündverstellkurve verglichen und daraus Steuersignale für die Zündverteilung pro Zündkerze abhängig von der Drehzahl erzeugt.
Für die Luftmengenmessung war an der Drosselklappe des Vergasers bzw. der Einspritzanlage ein Geber montiert dessen Signal zur Steuerung ausgewertet wurde.
Der Vorteil der kontaktlosen Hartig-Zündung war die präzisere Zündzeitpunktverstellung, da keine mechanische Ungenauigkeiten, verursacht durch Bauteileverschleiß die Steuerung beeinträchtigte. Die Zündsteuerung war laut Hartig: „vollständig wartungsfrei, temperatur- und alterungsunempfindlich“.
Als erstes Modell erhielt das mit einem Wankelmotor ausgestattete Motorrad Van Veen OCR 1000 diese Zündanlage. Ab 1978 setzte der Automobilhersteller Alpina in seinem Modell Alpina B7 Turbo die Hartig-Zündung ein.
Für die Kleinserie des 924 Carrera GT verwendete Porsche ebenfalls die digitale Zündzeitpunktsteuerung, wodurch die Leistung des Motors erhöht und der Verbrauch gering gehalten werden konnte.